# Аккольти, Бенедетто (младший)
Бенедетто Аккольти (итал. Benedetto Accolti; 29 октября 1497, Флоренция, Флорентийская республика — 21 сентября 1549, Флоренция, Флорентийское герцогство) — итальянский кардинал. Администратор Кадиса 24 июля 1521 по 16 марта 1523. Епископ Кремоны с 16 мая 1523 по 21 сентября 1549. Архиепископ Равенны с 17 августа 1524 по 21 сентября 1549. Администратор Бовино с 24 января 1530 по 15 апреля 1535. Камерленго Священной Коллегии Кардиналов с 18 января 1531 по 1 января 1532. Администратор Поликастро с 6 февраля 1531 по 5 июля 1535. Кардинал-священник с 3 мая 1527, с титулом церкви Сант-Эузебио с 5 мая 1527 по 27 августа 1534 и с 30 июля 1521 по 16 марта 1523.

## Биография
Бенедетто Аккольти родился 29 октября 1497 года во Флоренции в семье Микеле Аккольти и Лукреции Аламанни. Учился в университете Флоренции, а потом переехал в Пизу и окончил там юридический факультет.
Аккольти пошёл по стопам своего дяди кардинала Пьетро Аккольти, сделав духовную карьеру в Римской курии. Благодаря дядиным рекомендациям он стал в 1515 году апостольским протонотарием, а в 1518 году аббревиатором. 24 июля 1521 года Аккольти был назначен епископом Кадиса, но при этом он не достиг требуемого возраста 27 лет, поэтому был назначен администратором Кадиса.
Аккольти был назначен кардиналом-священником 3 мая 1527 года Папой Климентом VII. 17 августа 1524 года он был назначен митрополитом Равенны. Затем он был назначен администратором епархии Бовино, а потом администратором епархии Поликастро. Кроме того, Яков V король Шотландии назначил его кардиналом-протектором шотландских дел в Риме, занимаясь церковными назначениями и переговорами о браке короля. Аккольти участвовал в конклаве 1534 года.
Новый Папа Павел III лишил его титула кардинала 27 августа 1534 года и отправил в тюрьму в замке Святого Ангела, обвинив его в растрате 19 000 дукатов. В 1535 году Аккольти заплатил большую сумму денег и был выпущен и получил назад титул кардинала при некоторых условиях.
Аккольти написал несколько произведений на латыни, в том числе и поэзию.
Аккольти умер во Флоренции 21 сентября 1549 года и был похоронен в церкви Святого Лоренцо во Флоренции.